# Марь гигантская
Марь гигантская (лат. Chenopodium giganteum) — крупное однолетние травянистое растение, вид рода Марь (Chenopodium) семейства Амарантовые (Amaranthaceae), культивируется в садах и на огородах по всему миру.
Синонимы
- Chenopodium amaranticolor (H.J.Coste & A.Reyn.) H.J.Coste & A.Reyn.
- Chenopodium atriplicis L.f.
- Chenopodium bonariense Moq. nom. inval.
- Chenopodium centrorubrum (Makino) Nakai
- Chenopodium elegantissimum Koidz.
- Chenopodium leucospermum Schrad.
- Chenopodium mairei H.Lév.
- Chenopodium punctulatum Scop.
- Chenopodium purpurascens Jacq.
- Chenopodium purpurascens Gadec.
- Chenopodium rubricaule Schrad. ex Moq.

## Распространения и местообитания
Область естественного распространения находится в Гималаях, пролегая по территории Индии, Китая и Непала, доходит до Уссурийского края на Дальнем Востоке России. В настоящее время произрастает во всех частях света, одичав во многих регионах с умеренным климатом.

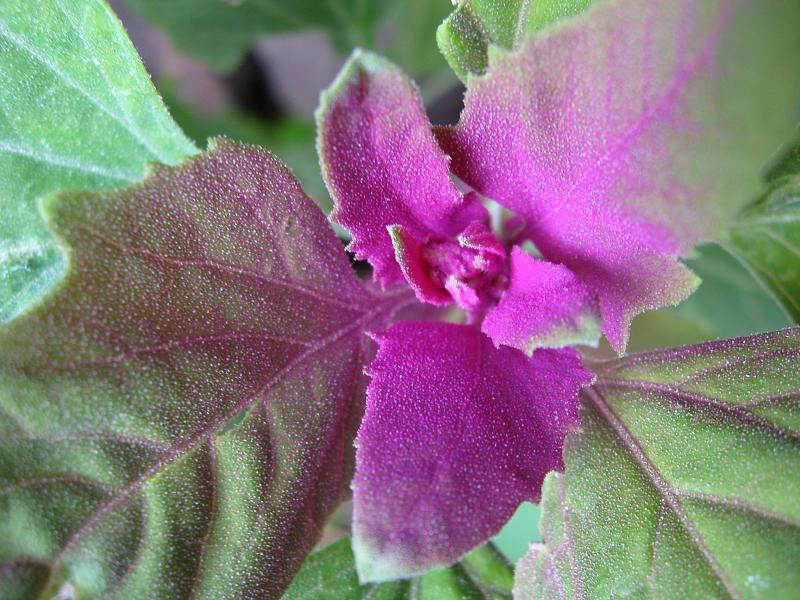
Побег с молодыми листьями пурпурного цвета.

Встречается по сорным местам.

## Ботаническое описание
Мощное растение, достигающие 2—3 метров в высоту, с ребристым толстым прямостоячим стеблем. Молодые побеги и листья красноватого-фиолетового цвета, со слабым мучнистым налётом.
Листья очередные на черешках ярко-зелёного цвета, с листовой пластиной от треугольной до ромбической или яйцевидной формы, достигают 20 сантиметров в длину и 16 сантиметров в ширину. Основание листа клиновидное, край нерегулярно-волнисто зубчатый. Кончик листа бывает тупым.
Цветки собраны в рыхлое конечное соцветие-метёлку, которое почти полностью лишено листьев.
Плоды с легко отделяющимся околоплодником, покрывающим чёрные с гладкой поверхностью семена, диаметр которых бывает от 1 до 1,25 мм.
Число хромосом равно 2n = 54.

## Значение и применение
Листья растения считаются хорошим заменителем шпината. Растение содержит большее количество щавелевой кислоты. Семена пригодны для использования в пищу.
В связи с яркой окраской молодых листьев растение иногда культивируется как декоративное. В садах обычно выращивают небольшие красиволиственные декоративные формы.